# Discurs sobre l'estat de la Unió (Unió Europea)

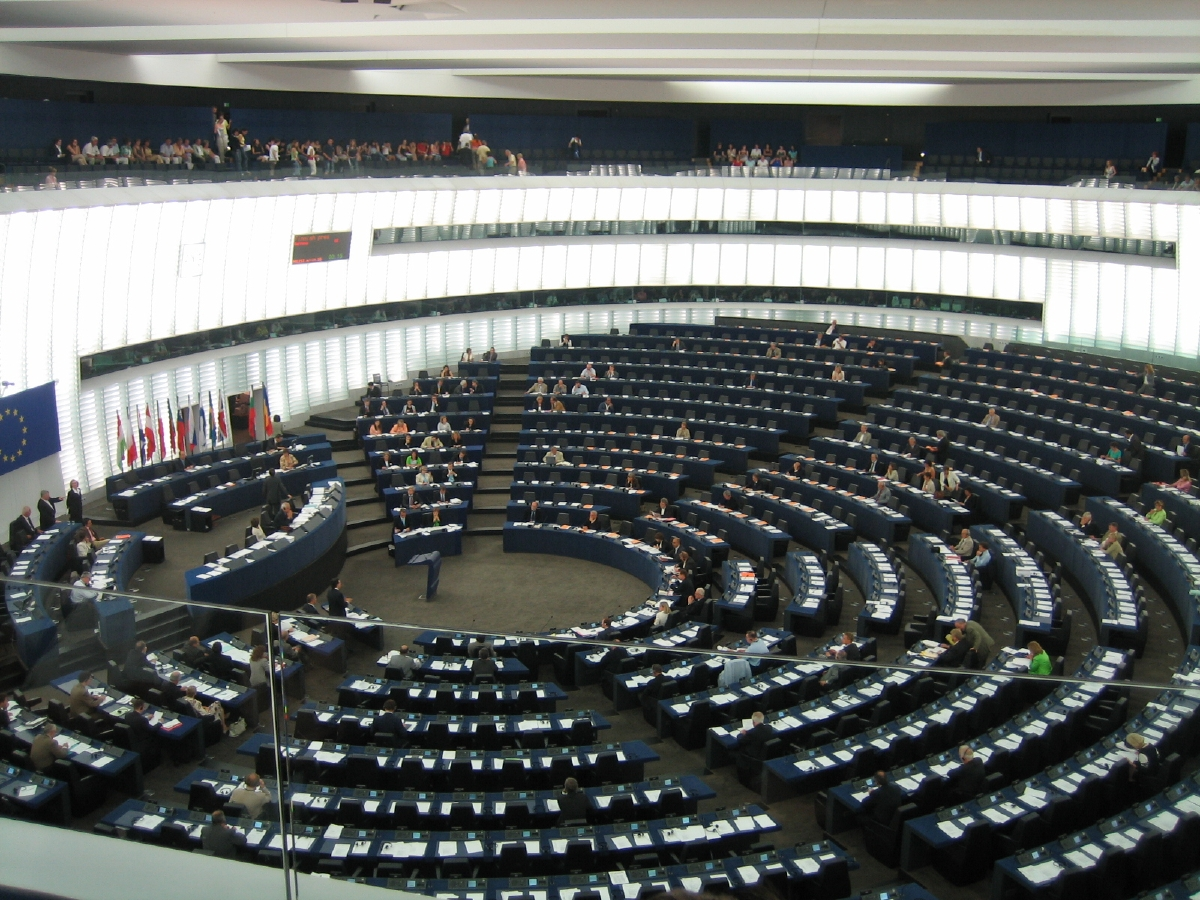
Seu del Parlament Europeu a Estrasburg, escenari del discurs sobre l'estat de la Unió

El discurs sobre l'estat de la Unió és el discurs anual fet per la presidenta de la Comissió Europea a la sessió plenària del Parlament Europeu cada setembre. Basat en el discurs sobre l'estat de la Unió dels Estats Units, el de la Unió Europea fou instituït pel Tractat de Lisboa (amb l'acord marc del 2010 sobre les relacions entre el Parlament Europeu i la Comissió Europea — annex IV), a fi de fer la Unió més democràtica i transparent del que era fins aleshores.
L'Acord Marc preveu igualment que la presidenta de la Comissió Europea enviï una carta d'intencions al president del Parlament Europeu i la presidència del Consell de la Unió Europea que estableixi en detall les accions que la Comissió Europea preveu adoptar per mitjà de la legislació i altres iniciatives fins a la fi de l'any següent.